# شپرد (تگزاس)
شپرد، تگزاس (به انگلیسی: Shepherd, Texas) یک شهر در ایالات متحده آمریکا با جمعیت ۲٬۰۲۹ نفر است که در تگزاس واقع شده‌است.

## موقعیت جغرافیایی
موقعیت جغرافیایی شهرها و مناطق اطراف به شرح زیر است: